# Stiftsmuseum Xanten

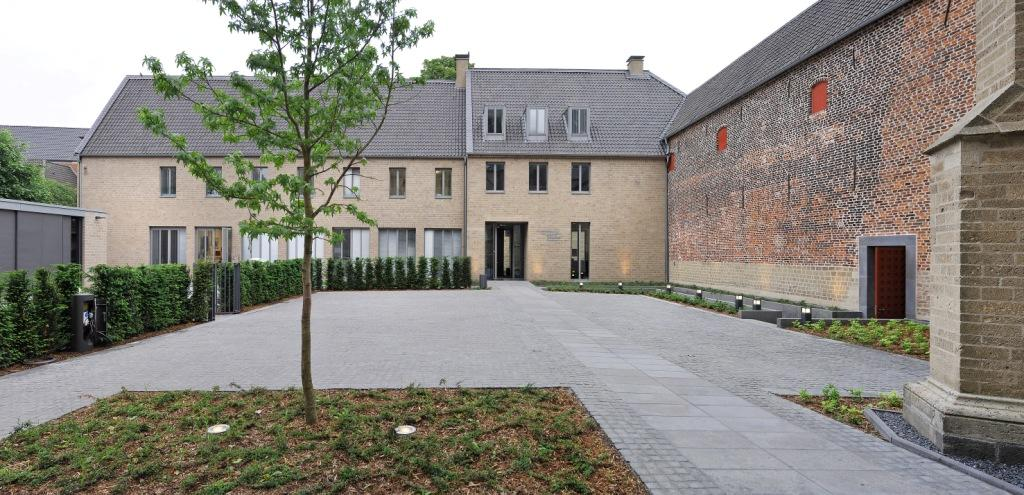
Eingang zum StiftsMuseum, im Juni 2010.

Das Stiftsmuseum Xanten (Eigenschreibweise „StiftsMuseum Xanten“) ist ein kirchliches Museum, dessen Sammlung neben dem Kirchenschatz des Xantener St.-Viktor-Kirche weitere Zeugnisse der Regionalgeschichte umfasst. Das Museum wurde 2010 eröffnet und befindet sich im eigens dafür umgebauten Gebäudeensemble des ehemaligen Kanoniker-Stifts von St. Viktor. Dem Museum mit 800 Quadratmetern Ausstellungsfläche ist eine historische Bibliothek („StiftsBibliothek“) und ein umfangreiches Archiv („StiftsArchiv“) zur Geschichte des Rheinlandes angegliedert.

## Vorgeschichte
Über den Zeitraum von etwa tausend Jahren existierte in Xanten das Kanoniker-Stift St. Viktor. Die wohlhabende Stiftsgemeinschaft besaß Ländereien an Maas und Waal in den heutigen Niederlanden bis hinein ins Ruhrgebiet. Von der Ausstattung der im 16. Jahrhundert vollendeten gotischen Xantener Stiftskirche, die zugleich als Pfarrkirche diente, haben sich 17 Altäre sowie zahlreiche Wandteppiche, Skulpturen, liturgische Geräte und Reliquiare sowie eine umfangreiche Sammlung an Paramenten erhalten.
Zu den Stiftsbeständen gehören außerdem ein umfangreiches Archiv (11. bis 18. Jahrhundert) mit tausenden Urkunden, Wirtschafts- und Bauakten sowie eine Bibliothek (15. bis 18. Jahrhundert) mit vor allem theologischen, philologischen und historischen Werken. Neu aufgebaut wurde eine graphische Sammlung mit vielen Porträts – darunter ein Werk von Albrecht Dürer – sowie Ansichten, Landkarten und historischen Darstellungen.

## Geschichte
Seit 1990 gab es Planungen für ein Stiftsmuseum, dessen Konzept durch den Leiter des Museums, Dr. Udo Grote (2010–2020) erstellt wurde. Aus einem Architektenwettbewerb ging 1992/1993 Dieter Georg Baumewerd aus Münster als Sieger hervor. Die Propsteigemeinde St. Viktor als Bauherr finanzierte den Bau, der 9,3 Millionen Euro kostete, über Fördermittel des Bistums Münster (über 50 Prozent), öffentliche Mittel (40 Prozent) des Landes Nordrhein-Westfalen (Städtebauförderung und Denkmalpflege) und der Bundesrepublik Deutschland (Denkmalpflege), sowie Gelder des 1996 gegründeten Fördervereins und weiterer privater Sponsoren.
Baubeginn war im Dezember 2001; im Mai 2010 konnte das Stiftsmuseum eröffnet werden.

## Konzept
Das Stiftsmuseum befindet sich in den historischen Räumen des einstigen Viktorstifts am Kreuzgang. Ursprünglich dienten diese größtenteils als Kellnerei und Stiftsschule. Der Gebäudekomplex (2.000 m²) umfasst das Museum sowie Archiv, Bibliothek, Verwaltung, Lesesaal, Magazine und eine Werkstatt für Buch- und Papierrestaurierung.
Der Entwurf des Architekten Dieter Georg Baumewerd verbindet historischen Raum und ausgestelltem Kulturgut, Baudenkmal und moderner Architektur. Für jedes der zehn sehr heterogenen Ausstellungsräume hat die Gestalterin Ingrid Bussenius aus Köln ein eigenes Konzept entworfen. Die Lichtinszenierung stammt vom atelier de luxe aus Offenbach/ Main.
Schatzkammer, Archiv und Bibliothek wurden konzeptionell als „Dreiheit“ zusammengeführt. Die Dauerausstellung knüpft an die Legende des Heiligen Viktors an und berücksichtigt auch die Römerzeit im Raum um Xanten. Gezeigt werden in der Hauptsache liturgische Geräte, Reliquiare, Skulpturen, Paramente und liturgische Bücher.
Darüber hinaus zeigt das Stiftsmuseum Xanten auch Aspekte der Grundherrschaft und Wirtschaftsführung, der Landesgeschichte, der Baugeschichte der Stiftskirche, der Herstellung von Hand- und Druckschriften und anderen Objekten des Kunsthandwerks, sowie der Geschichte bestimmter Ordensgemeinschaften.
Im Vordergrund der Präsentation steht immer das Original, das in einer jeweils eigenen Vitrine rundum sichtbar präsentiert wird. Beschriftungstafeln erläutern die religiös-kultischen oder historischen Dimensionen.

## Ausstellung
Die über drei Etagen verlaufenden zehn Schauräume des Stiftsmuseums Xanten sind sowohl thematisch als auch chronologisch angelegt. Jeder der in Größe und Gliederung sehr unterschiedlichen Räume ist mit einem eigenen Titel versehen.

### Raum 1: Frühe Geschichte

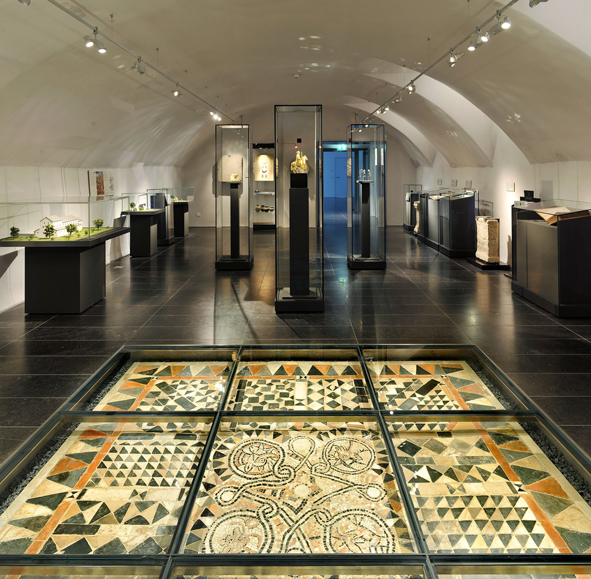
Raum 1: Frühe Geschichte

Der Zeitraum der „Frühen Geschichte“ reicht von der römischen Zeit des später Xanten genannten Ortes bis in das 11. Jahrhundert. Ausgestellt sind römische Kaisermünzen, Götterfiguren als Kleinbronzen, Weihesteine, fränkische Grabbeigaben sowie ein Schmuckfußboden und Schalltöpfe aus der Stiftskirche. Architekturmodelle von der ersten bescheidenen Gedächtnisstätte bis zur ottonischen Basilika visualisieren die Bauentwicklung am Ort der Verehrung.
Zwei besondere Ausstellungsstücke sind hier chronologisch eingebettet: die Elfenbeinpyxis (östlicher Mittelmeerraum, um 500) mit Achilleusdarstellungen, das älteste erhaltene Stück des Kirchenschatzes, sowie ein Rosettenkästchen aus Bein (Byzanz, um 1000), dessen Felder Herakles und bewaffnete Krieger aus der Josua-Geschichte im Alten Testament zeigen. Dieses diente den Stiftsherren als Reliquiar.

### Raum 2: Die gotische Stiftskirche

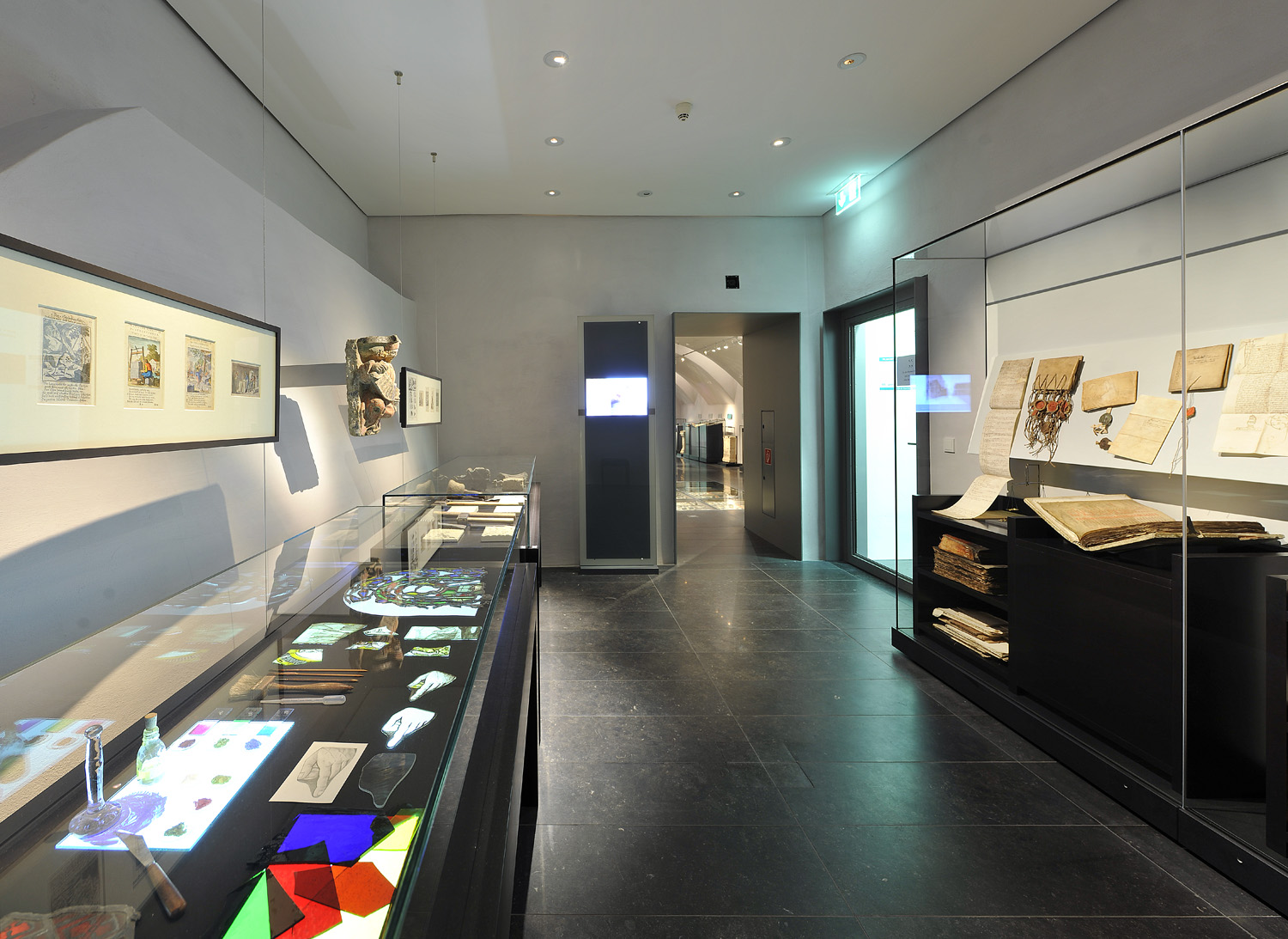
Raum 2: Stiftskirche

Raum 2 zeigt Pergamenturkunden, Handschriften, Akten und Verträgen auf der einen sowie Bauhandwerkszeug und Steinproben auf der anderen Seite. Sie illustrieren die Handwerks- und Verwaltungstätigkeiten für den Bau der Stiftskirche. Ein Animationsfilm veranschaulicht in den Bau der gotischen Stiftskirche über den Zeitraum von etwa 300 Jahren.

### Raum 3: Reliquiare

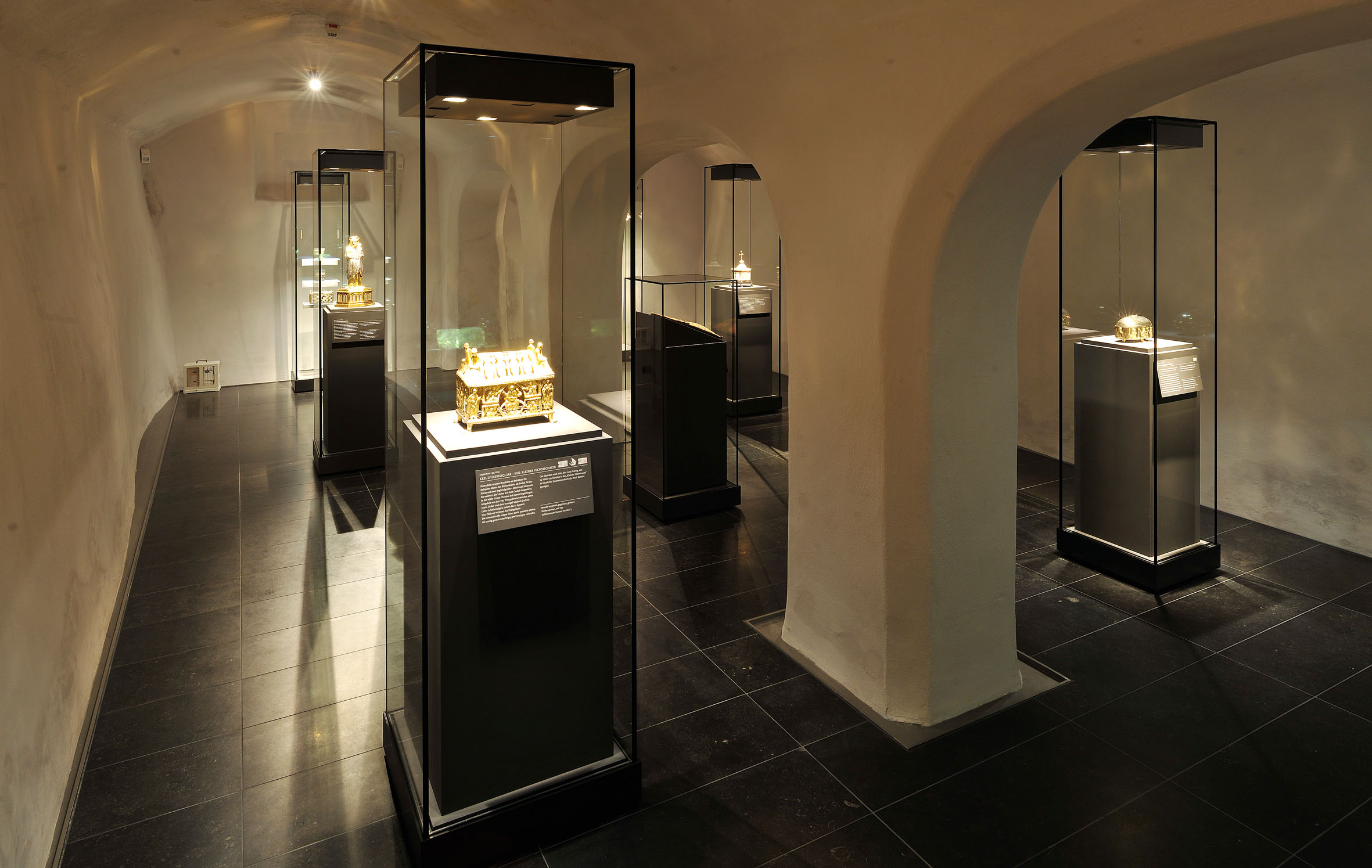
Raum 3: Reliquiare

Den erhaltenen Reliquiaren ist Raum 3 gewidmet. Zu sehen sind zum einen für die Aufnahme von Reliquien geschaffene Kästchen, darunter ein wohl im Rheinland geschaffenes ovales Kästchen (nach 1166/ um 1200) und eines der Embriachi-Werkstatt (Venedig, um 1400). Zum anderen sind auch solche Behältnisse ausgestellt, die zum Reliquiar umgewidmet wurden, wie der Rippenkelch aus Glas (Rhein-Maas-Gebiet/nordöstliches Frankreich, um 1300) und die Almosentasche (Frankreich, um 1340/50). Das Kreuzfußreliquiar aus vergoldeter Bronze (Niedersachsen, um 1150) und das Vortragekreuz mit antiken Gemmen (Aachen, Meister MC, um 1750/60) werden bis heute für die Feier der heiligen Messe eingesetzt. Zur jährlichen Kleinen Viktortracht bzw. zu Pontifikalämtern oder Hochfesten werden sie aus ihren Vitrinen herausgenommen.

### Raum 4: Geschichte des Stifts

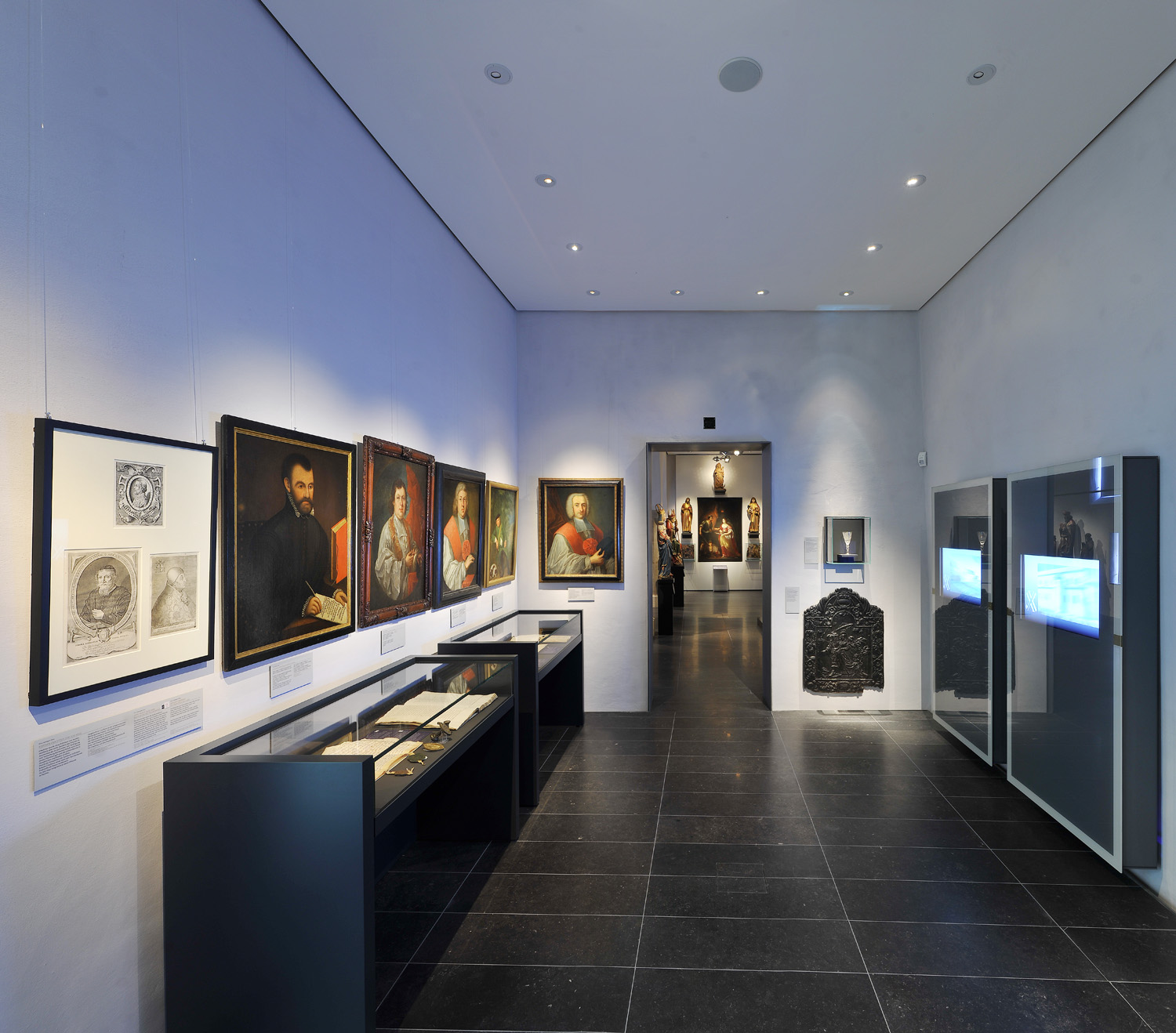
Raum 4: Stiftsgeschichte

Dieser Raum wird dominiert von Porträts Xantener Stiftsherren in grafischen Blättern und originalen Gemälden. Wichtige Archivstücke wie drei mittelalterliche Stiftssiegel (z. B. das Typar, Messing, 1. Hälfte 12. Jahrhundert), ein Statutenbuch und verschiedene Geschäftsakten repräsentieren den großen Aufwand der Stiftsverwaltung. Durch ein Fenster kann man von hier in den Kreuzgang blicken.
Zwei Medienstelen mit Touchscreen bieten Einblicke in den Aufbau des Stifts und seine vielfältigen Außenbeziehungen. Im angrenzenden Vortragssaal zeigt ein etwa 20 Minuten langer dokumentarischer Spielfilm Episoden aus der Stiftsgeschichte.

### Raum 5: Skulpturen

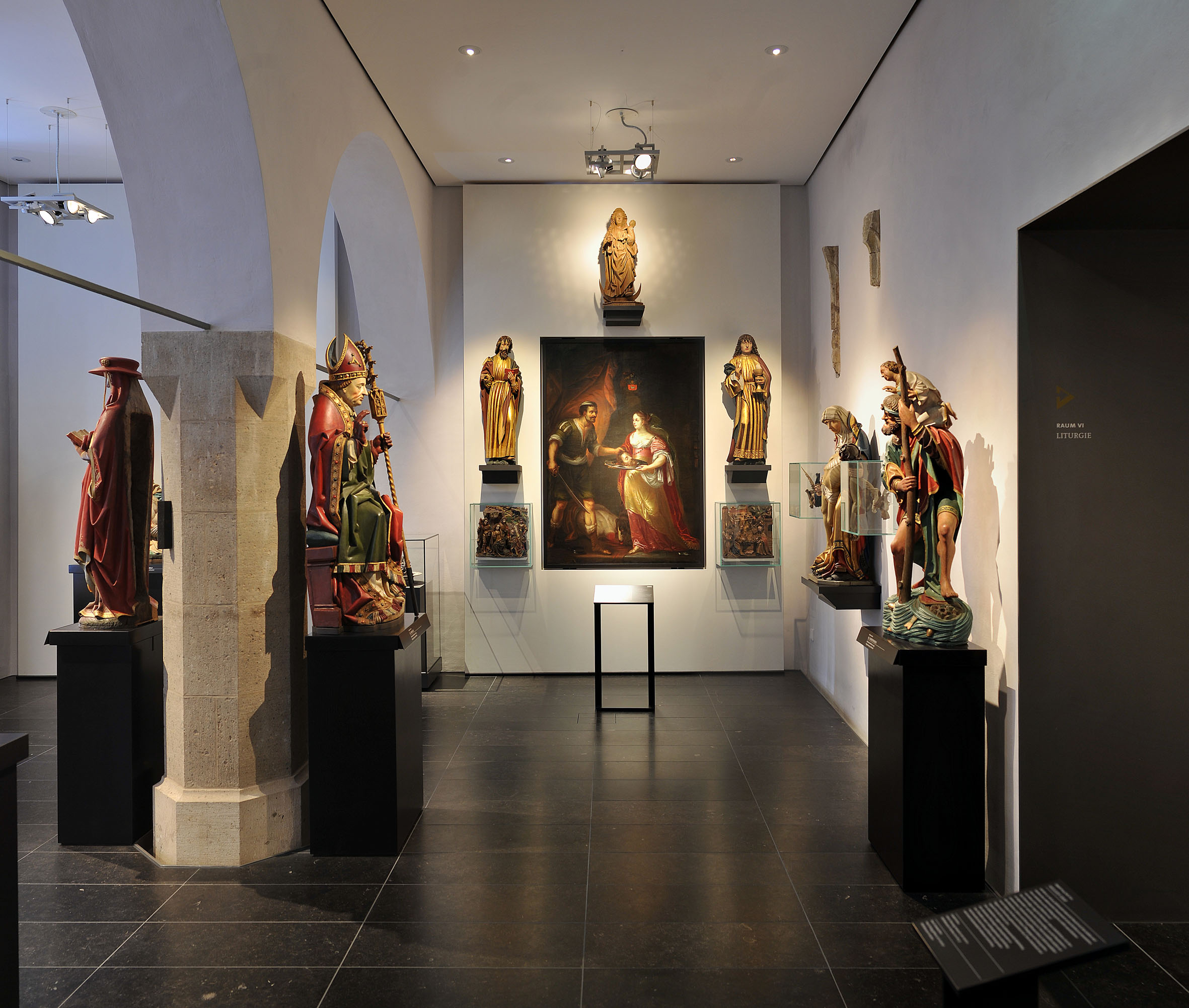
Raum 5: Skulpturen

Hier sind zumeist spätmittelalterlichen Skulpturen versammelt, die einer vorwiegend chronologischen Einzelaufstellung folgen. Den Anfang macht eine Kölner Madonna (um 1330/40).
Als zusammengehöriges Ensemble nach altem Vorbild aufgebaut sind die fünf spätmittelalterlichen Skulpturen und Reliefs sowie das barocke Altargemälde (H. de Jager, um 1669) des ehemaligen Johannesaltares aus der Xantener Stiftskirche. Lediglich die zugehörige Johannesschüssel (Haupt, Dries Holthuys, um 1500 und Teller, Manises, um 1450) wird aus konservatorischen Gründen separat präsentiert.

### Raum 6: Liturgie

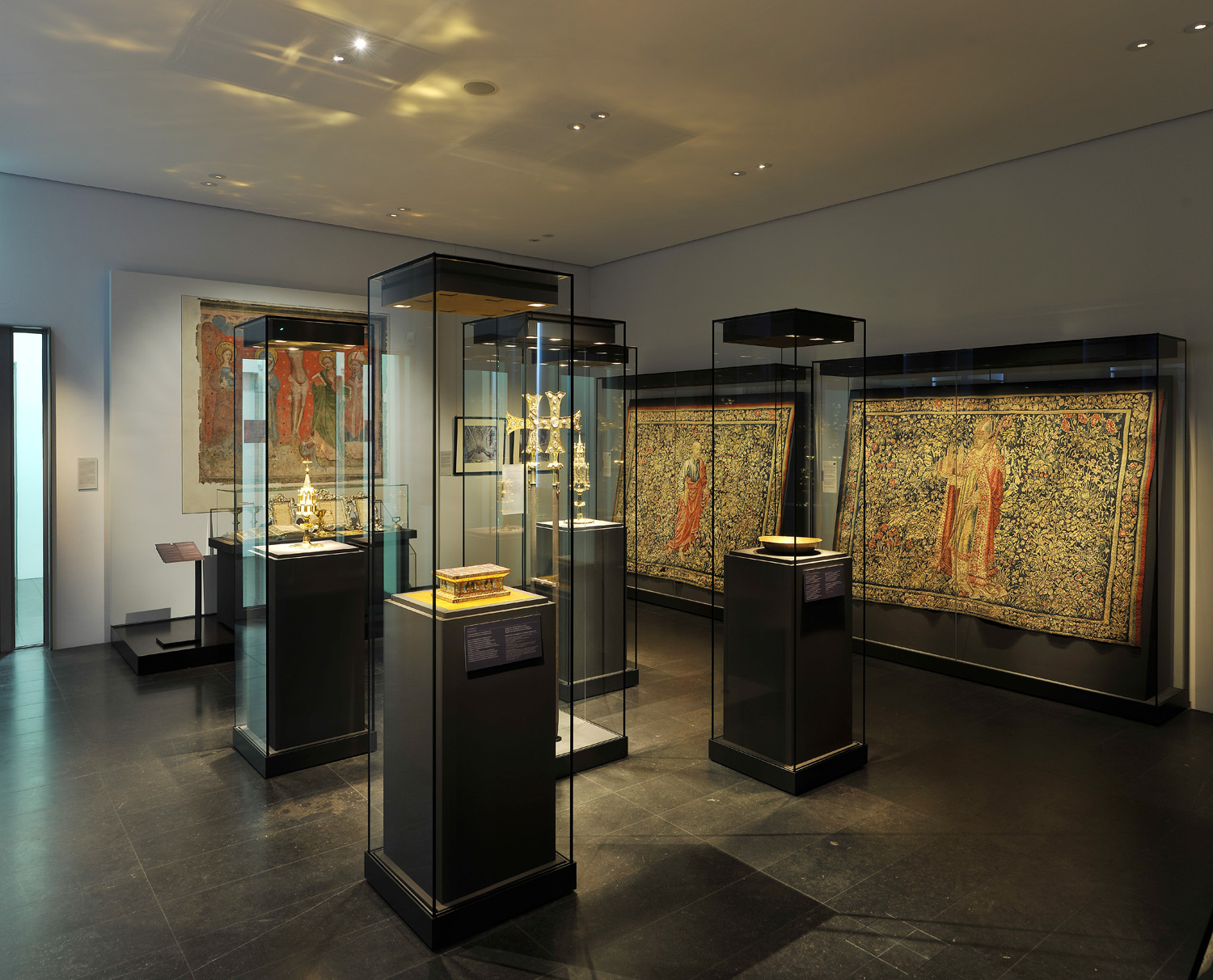
Raum 6: Liturgie

Ähnlich ihrer Verwendung im Kirchenraum werden liturgische Geräte und textiler Raumschmuck hier gemeinsam präsentiert. Bildrückwand und Vitrinentisch werden als Altar „inszeniert“: Die ursprünglich für den Bonifatius-Altar in der Xantener Stiftskirche angefertigte farbige Wandmalerei mit Kreuzigungsszene (um 1392/96), die 1957 auf eine Aluminiumplatte übertragen wurde, fungiert hier gleichsam wieder als Altaraufsatz.
In einer Sockelvitrine befinden sich die liturgischen Gegenstände, wie sie in der Zeit nach der Tridentinischen Reform (ab 1563) bis heute zur Feier der Eucharistie am Altar benötigt werden: Kelch, Patene, Kelchvelum und Tasche (Bursa mit Korporale) sowie Altarleuchter, Messkännchen und Altarschellen sowie ein Messbuch (1629).
In fünf Hochvitrinen in der Raummitte sind die wertvollsten Exponate wieder einzeln präsentiert: Darunter eine Turmmonstranz (Köln oder Niederrhein, um 1370/80), ein zugehöriger Hostienkelch (Köln oder Niederrhein, um 1370/80) und ein Tragaltar aus dem Umkreis der Werkstatt des Gregorius-Altars in Siegburg (um 1180).

### Raum 7 und Raum 8: Paramente

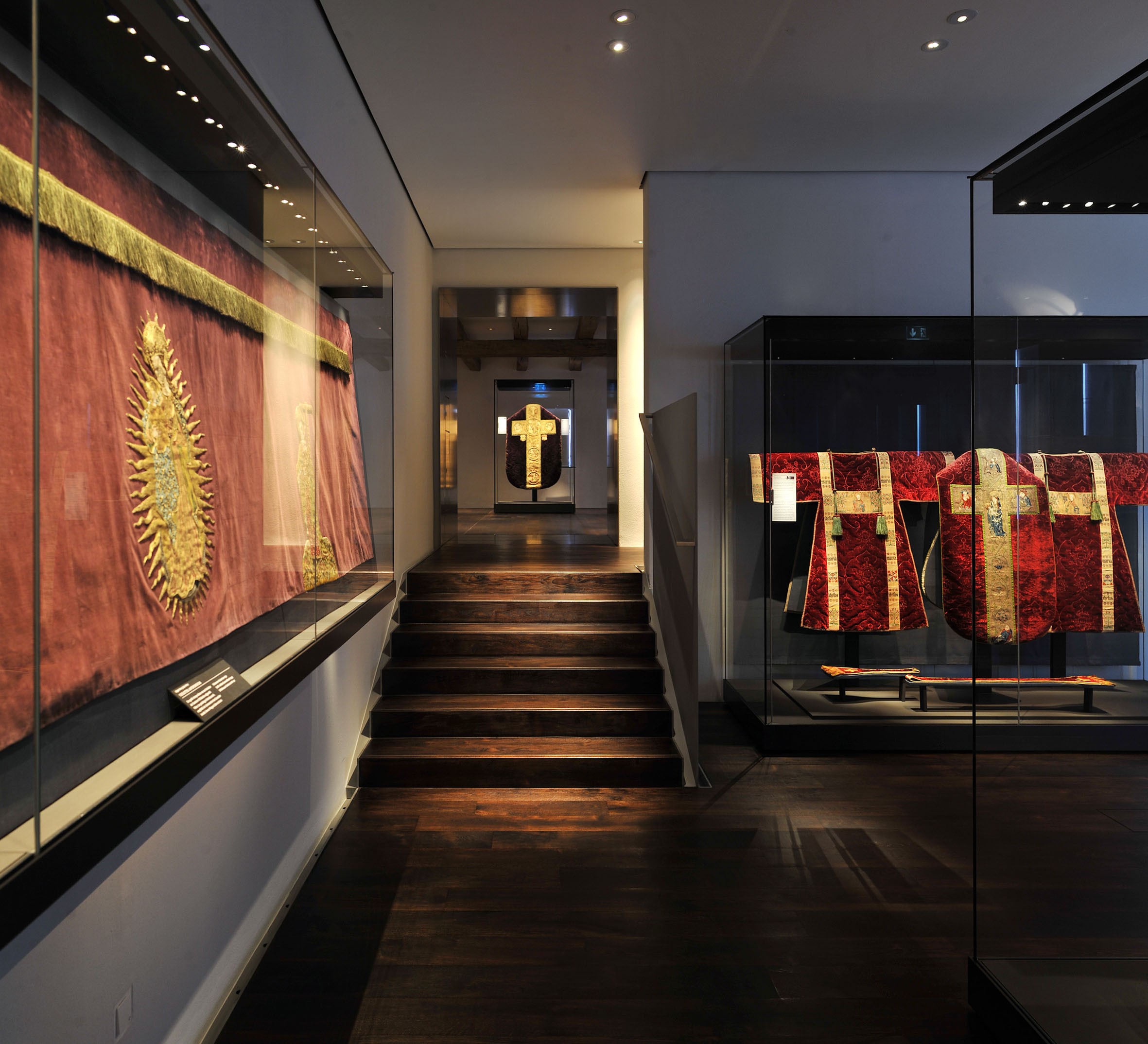
Raum 7: liturgische Gewänder

Dem umfangreichen Bestand an liturgischen Kleidungsstücken und Stoffen (Paramenten) sind zwei Räume gewidmet. Der erste (Raum 7) umfasst mittelalterliche Objekte bis 1520/30, zu denen die Kasel (Messgewand) des hl. Bernhard von Clairvaux (Byzanz, um 1100) gehört. Sie ist aus so genanntem geritzten Seidenstoff gefertigt und sehr gut erhalten.
Hierzu illustrieren eine Wandmalerei mit Diakon (aus der Xantener Stiftskirche, um 1520/30. 1950 auf Trägerplatte übertragen) und ein Ölbild mit Gregorsmesse (Antwerpen, um 1520), wie Paramente getragen werden. Für den hölzernen Handtuchhalter mit Rollstange (Gysbert Stryck, Kalkar 1523) aus der Sakristei haben sich der Name des Handwerkers und die Kosten in den Rechnungen des Schatzmeisters erhalten.

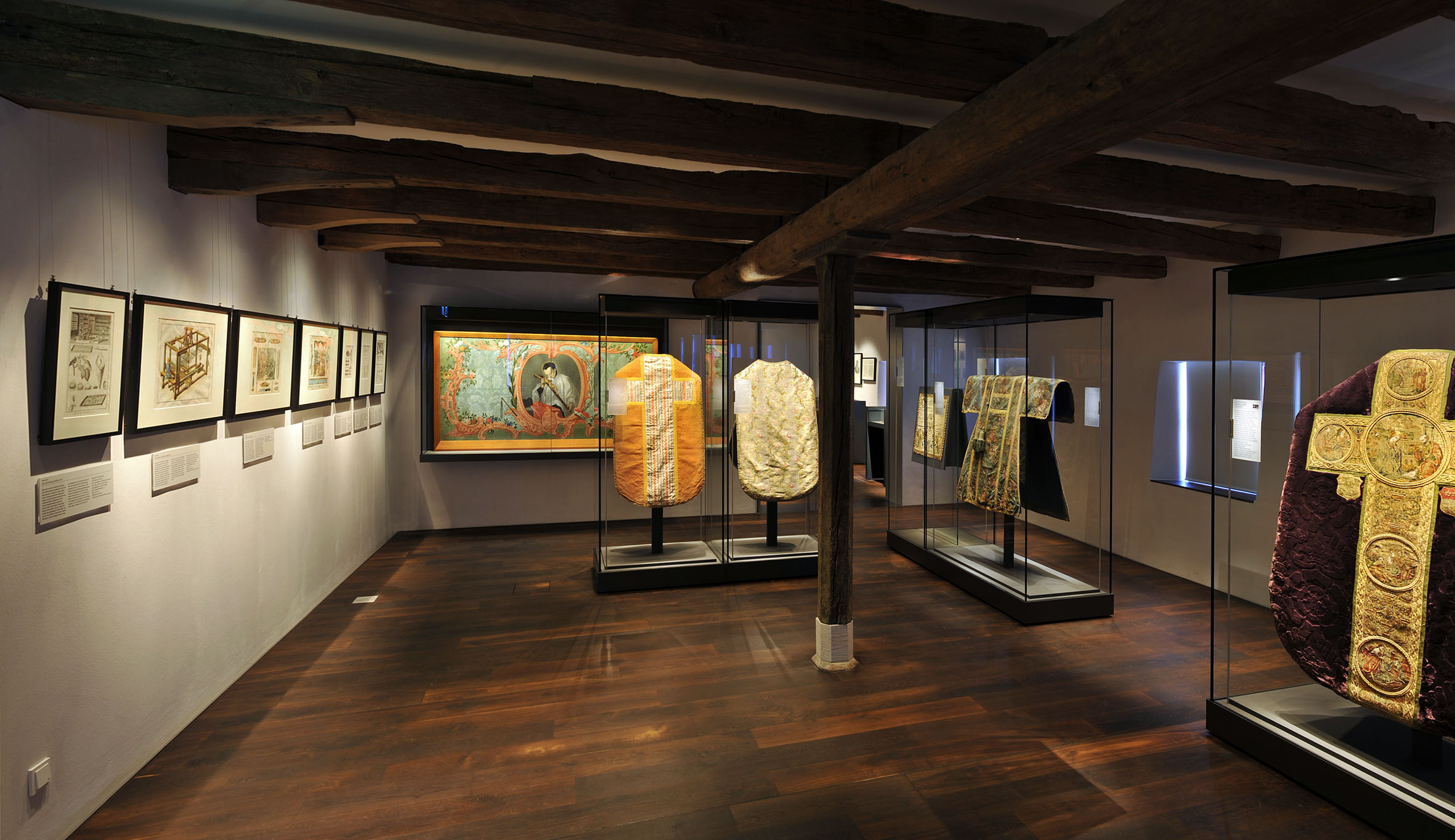
Raum 8: liturgische Gewänder

Der zweite Paramentenraum zeigt Textilien aus der Zeit von 1540 bis 1780. Hier stehen am Beispiel von Kaseln, Dalmatiken und Kelchvelen die unterschiedlichen kostbaren und prächtigen Stoffmuster und Stoffqualitäten im Blickpunkt. In den meist frei aufgestellten Vitrinen können sowohl Vorder- als auch Rückseiten der liturgischen Obergewänder betrachtet werden. Historische Kupferstiche, Radierungen und Lithographien mit Abbildungen zu Herstellungsprozessen von Seiden, Geweben und Gewebeverarbeitung illustrieren den aufwändigen handwerklichen Prozess des Materials.

### Raum 9: Historische Ereignisse

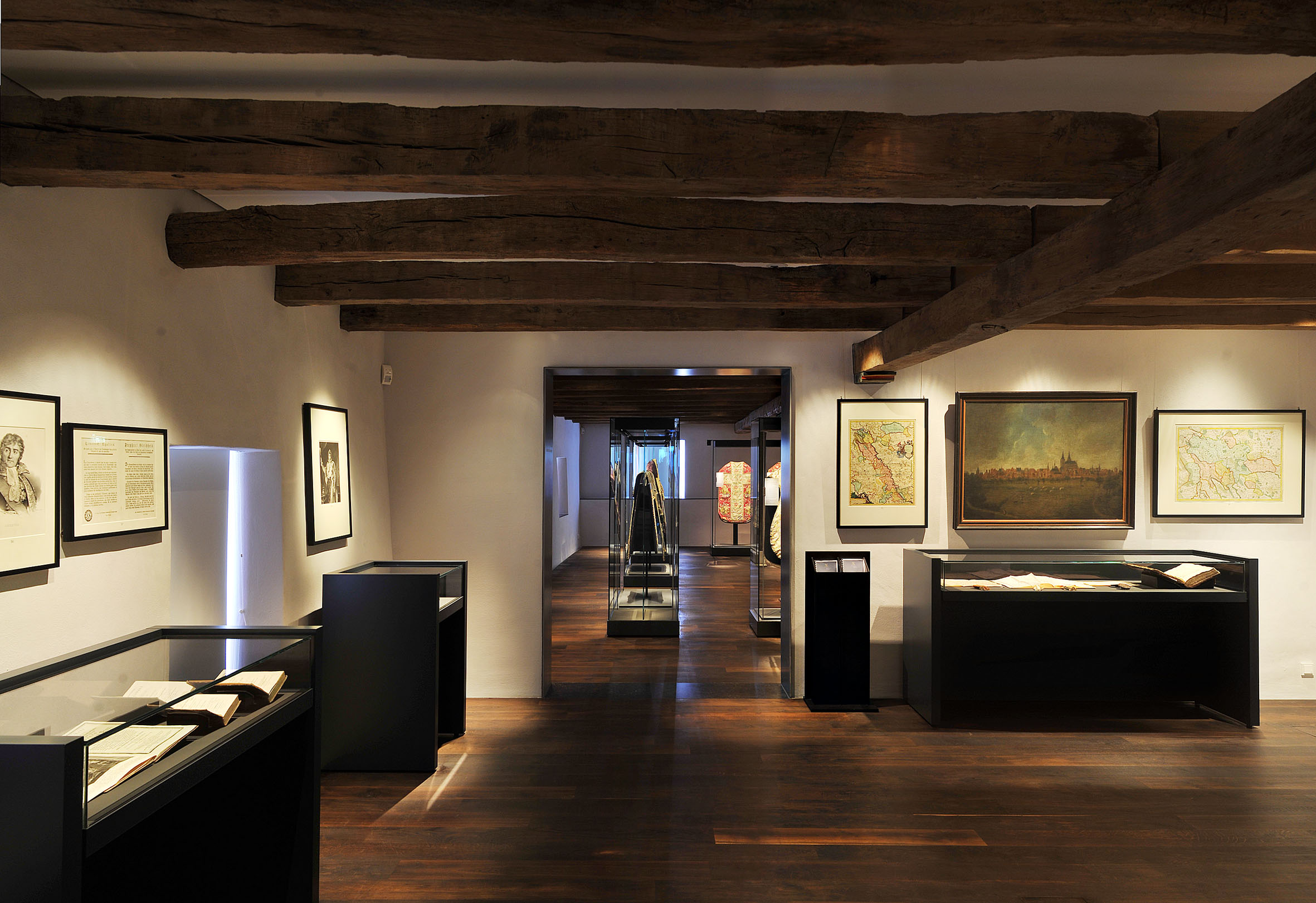
Raum 9: Historische Ereignisse

Zum Konzept des Stiftsmuseums Xanten gehört die Einbindung der Stiftsgeschichte in größere historische Zusammenhänge. Im Raum 9 befinden sich daher von der Urkunde des Erzbischofs von Köln zur Stadterhebung Xantens (1228) bis zum Kupferstich mit der Darstellung Napoleons im Krönungsornat (E. Schuler/G. Metzeroth, um 1830) zahlreiche Zeugnisse, die auch über die Landesgeschichte hinausgehen. Grafische Blätter mit Darstellungen von historischen Ereignissen wie zum Beispiel dem Dreißigjährigen Krieg sowie Porträts weltlicher und geistlicher Landesherren zeigen in Kombination mit ausgewählten Urkunden und Akten aus dem Archiv sowie Münzen und Medaillen eine Rückschau in die Zeit vom 13. bis frühen 19. Jahrhundert.

### Raum 10: Von der Handschrift zum Buchdruck

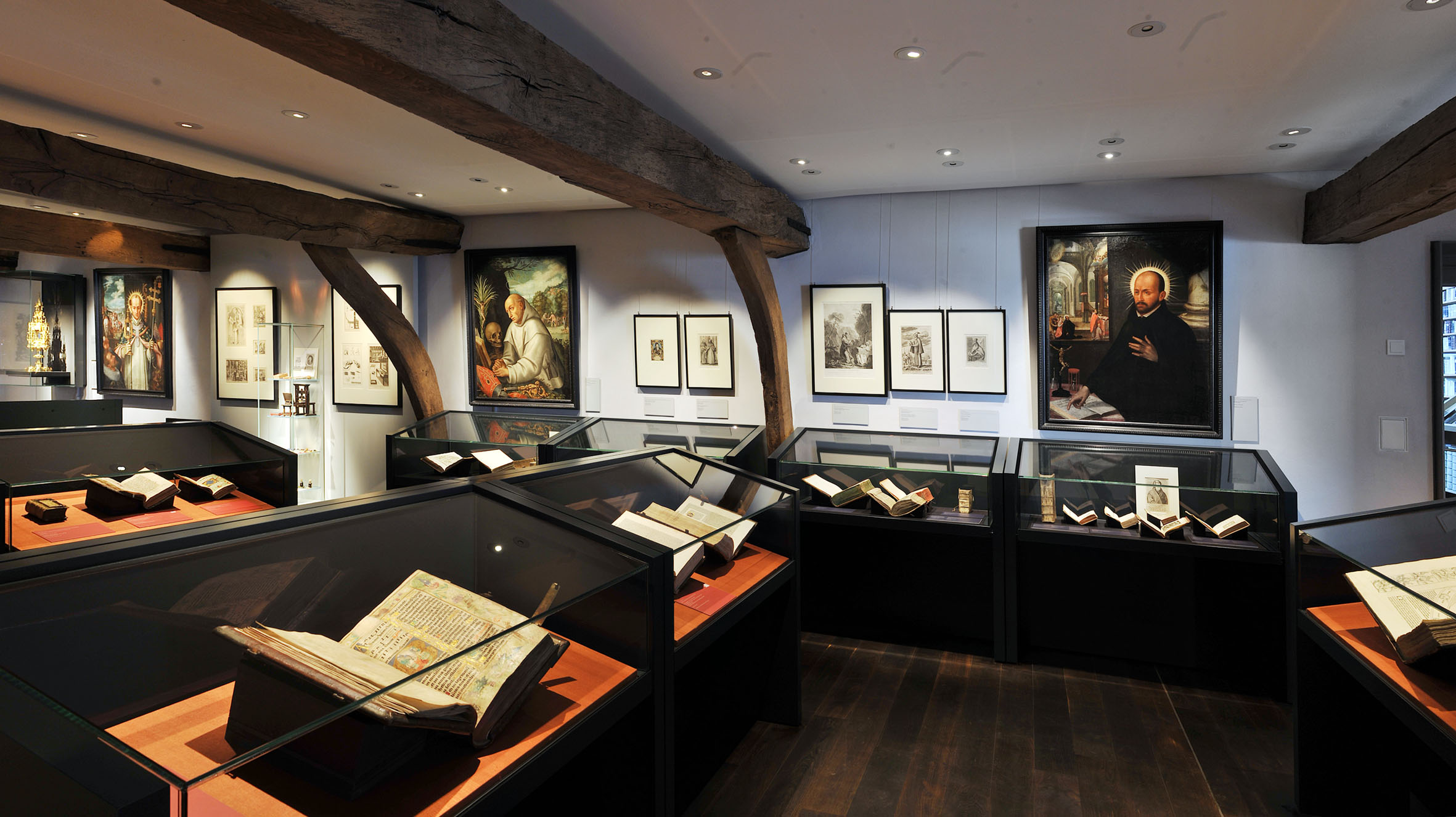
Raum 10: Hand- und Druckschriften

Dieser Schauraum zeigt in der Hauptsache Hand- und Druckschriften vom 12. bis 18. Jahrhundert, so Auszüge aus einer Bibel (um 1130/50) mit nachträglichen Neumennotierungen, ein Missale mit an der Kölner Malerei orientierten Miniaturen (um 1430/40) oder ein Exemplar der Weltchronik des Hartmann Schedel (Nürnberg, 1493). Zudem werden Aspekte der Buchherstellung anhand von Materialproben und illustrierenden Kupferstichen des Handwerks veranschaulicht.
Durch eine Glastür kann der Besucher in die historische Stiftsbibliothek hineinschauen, einen lang gestreckten Raum, in dessen deckenhohen Wandregalen und kompakten Pulten ein Bestand von etwa 15.000 Druckwerken steht, darunter über 450 Inkunabeln (frühe Druckwerke).

## Kommunikation und Forschung

### Kommunikation
In mehreren Räumen des Stiftsmuseums Xanten finden sich zwischen den historischen Schaustücken Medienstationen mit Informationsangeboten. Audio-Guides stehen in vier Sprachen zur Verfügung, auch in einer speziellen Ausführung für Kinder.
Gästeführer bieten nach Bedarf allgemeine Rundgänge oder spezielle Themenführungen an, wie beispielsweise „Handschrift und Buchdruck“, „Paramente“ oder „Goldschmiedekunst“. Auf Wunsch werden diese mit Führungen durch den Xantener Dom kombiniert. Es gibt eine spezielle Führung für Kinder und Jugendliche. Workshops für Erwachsene sowie ein museumspädagogisches Angebot für Kinder und Jugendliche gehören ebenso zum Angebot.

### Forschung
Aus der Zusammenarbeit mit Universitäten und wissenschaftlichen Einrichtungen aus dem In- und Ausland ergeben sich Forschungsprojekte. Einrichtungen wie ein Vortragsraum und didaktische Hilfsmittel sind vorhanden. Ein Lesesaal mit Handbibliothek, die zahlreiche Lexika und seltene Standardwerke (z. B. Regestenbände) umfasst, ist für Forscher und interessierte Laien zugänglich.

## Veröffentlichungen
- Udo Grote, Elisabeth Maas: Auswahlkatalog. 1. Auflage. StiftsMuseum, Xanten 2010, DNB 1003904564.